# Sterling Beaumon

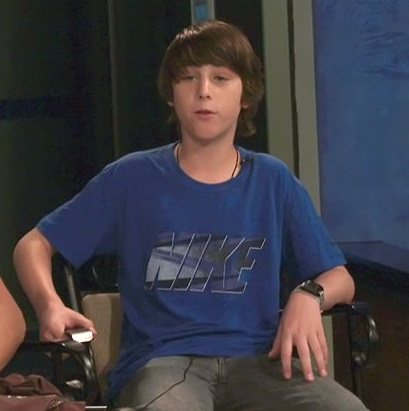
Sterling Beaumon während eines Fernsehinterviews 2008

Sterling Martin Beaumon (* 2. Juni 1995 in San Diego, Kalifornien) ist ein US-amerikanischer Schauspieler und Musiker.

## Leben und Karriere
Beaumon begann seine Schauspielkarriere am West Coast Ensemble Theatre in Los Angeles, wo er im Alter von sechs Jahren in Früchte des Zorns, einem Theaterstück nach dem gleichnamigen Roman von John Steinbeck als Winfield Joad auftrat.
Er war mehrfach für einen Young Artist Award nominiert, 2010 gewann er diese Auszeichnung für seine Rolle in dem Stück Big – The Musical, einer Adaption des Spielfilms Big.
Beaumon singt auch und spielt Gitarre. 2010 erschien seine Debüt-EP Step Back To Reality mit neun Songs.
Ab Dezember 2014 war er kurzzeitig mit der Schauspielerin Kelli Berglund zusammen.

## Filmografie (Auswahl)
- 2005: Left Behind
- 2005: Eine himmlische Familie (7th Heaven, Fernsehserie, Folge 10x02)
- 2005: Dr. House (House M.D., Fernsehserie, 2x08)
- 2006: Oblivion, Nebraska
- 2007: Crossing Jordan – Pathologin mit Profil (Crossing Jordan, Fernsehserie, Folge 6x02)
- 2007: Cold Case – Kein Opfer ist je vergessen (Colda Case, Fernsehserie, Folge 4x16)
- 2007: In Case of Emergency
- 2007: Heroes (Fernsehserie, Folge 1x20)
- 2007: The Beast
- 2007: Loaded
- 2007: Scrubs – Die Anfänger  (Scrubs, Fernsehserie, 7x05)
- 2007–2009: Lost (Fernsehserie, fünf Folgen)
- 2008: R.L. Stines Geistermeister – Besuch aus dem Jenseits (Mostly Ghostly)
- 2008: Emergency Room – Die Notaufnahme (ER, Fernsehserie, Folge 15x05)
- 2008: Mein Schatz, unsere Familie und ich (Four Christmases)
- 2010: Criminal Minds (Fernsehserie, Folge 6x05)
- 2011: Law & Order: Special Victims Unit (Law & Order: New York, Fernsehserie, Folge 12x23)
- 2011: Karate-Chaoten (Kickin' It, Fernsehserie, Folge 1x04)
- 2011: Clue (Fernsehserie, 5 Folgen)
- 2011: CSI: Den Tätern auf der Spur (CSI: Crime Scene Investigation, Fernsehserie, Folge 12x09)
- 2012: Ein tolles Leben (Arthur Newman)
- 2013: Crawlspace
- 2013: Red Widow (Fernsehserie, 8 Folgen)
- 2013: The Pretty One
- 2015: Stalker (Fernsehserie, Folge 1x15)
- 2018: Spinning Man – Im Dunkel deiner Seele (Spinning Man)